# Marija Vukanović
Marija Vukanović (ćirilično: Марија, latinski: Maria) bila je srpska srednjovjekovna plemkinja. Kći Uroša I., velikog župana Srbije, Marija (desno) je bila članica aristokracije te se udala za plemića.
Marijina je majka bila bizantska plemkinja Ana Diogen, dok je Marijina sestra bila Jelena, kraljica Ugarske i Hrvatske.
Marijin je muž bio 
Konrad II., knez Znojma. Konrad i Marija (češki Marie Srbská) dobili su dva sina i kćer.